# Federico Coppitelli
Federico Coppitelli (Roma, 14 ottobre 1984) è un allenatore di calcio italiano, tecnico della Casertana.

## Carriera

### Inizi e vittorie giovanili
Da allenatore ha esordito ventiseienne, nel 2010, guidando la compagine Under-17 del Frosinone. Ha poi allenato le formazioni giovanili di vari club italiani, vincendo il Campionato Nazionale Under-17 2014-2015 e la Supercoppa Under-17 2015 alla guida della Roma, la Coppa Italia Primavera 2017-2018 e la Supercoppa Primavera 2018 alla guida del Torino e il campionato Primavera 2022-2023 alla guida del Lecce, con una breve parentesi di un paio di mesi sulla panchina dell'Imolese, nel 2019.

#### Osijek
Il 12 giugno 2024 viene ufficializzato il suo ingaggio da parte dell'Osijek, club della massima serie croata, con cui firma un contratto biennale. Debutta ufficialmente sulla panchina dell'Osijek il 25 luglio seguente, guidando i Bijelo-Plavi nel successo casalingo di Conference League sul Levadia Tallinn (5-1). Dieci giorni dopo debutta quindi in HNL, subendo una sconfitta casalinga contro il Sebenico (1-2). Il 18 settembre fa il suo esordio anche in Coppa di Croazia, ottenendo il passaggio del turno con la vittoria sul Varteks (1-3). Il 19 marzo 2025, dopo aver ottenuto solamente 13 vittorie in 33 partite ufficiali e con la squadra scivolata all'ottavo posto in classifica, viene sollevato dall'incarico.

#### Casertana
Il 2 luglio 2025, viene annunciato ufficialmente come nuovo tecnico della Casertana, in Serie C.

## Statistiche

### Statistiche da allenatore
Statistiche aggiornate al 31 marzo 2025.
| Stagione        | Squadra         | Campionato      | Campionato | Campionato | Campionato | Campionato | Coppe nazionali | Coppe nazionali | Coppe nazionali | Coppe nazionali | Coppe nazionali | Coppe continentali | Coppe continentali | Coppe continentali | Coppe continentali | Coppe continentali | Altre coppe | Altre coppe | Altre coppe | Altre coppe | Altre coppe | Totale | Totale | Totale | Totale | % Vittorie | Piazzamento |
| Stagione        | Squadra         | Comp            | G          | V          | N          | P          | Comp            | G               | V               | N               | P               | Comp               | G                  | V                  | N                  | P                  | Comp        | G           | V           | N           | P           | G      | V      | N      | P      | %          | Piazzamento |
| --------------- | --------------- | --------------- | ---------- | ---------- | ---------- | ---------- | --------------- | --------------- | --------------- | --------------- | --------------- | ------------------ | ------------------ | ------------------ | ------------------ | ------------------ | ----------- | ----------- | ----------- | ----------- | ----------- | ------ | ------ | ------ | ------ | ---------- | ----------- |
| lug.-set. 2019  | Imolese         | C               | 6          | 0          | 2          | 4          | CI+CI-C         | 3+0             | 0+0             | 2+0             | 1+0             | -                  | -                  | -                  | -                  | -                  | -           | -           | -           | -           | -           | 9      | 0      | 4      | 5      | &0,00      | Eson.       |
| 2024-mar. 2025  | Osijek          | HNL             | 26         | 8          | 7          | 11         | HC              | 3               | 3               | 0               | 0               | UECL               | 4                  | 2                  | 2                  | 0                  | -           | -           | -           | -           | -           | 33     | 13     | 9      | 11     | 39,39      | Eson.       |
| 2025-2026       | Casertana       | C               | 0          | 0          | 0          | 0          | CI-C            | 1               | 0               | 0               | 1               | -                  | -                  | -                  | -                  | -                  | -           | -           | -           | -           | -           | 1      | 0      | 0      | 1      | &0,00      | in corso    |
| Totale carriera | Totale carriera | Totale carriera | 32         | 8          | 9          | 15         |                 | 7               | 3               | 2               | 2               |                    | 4                  | 2                  | 2                  | 0                  |             | -           | -           | -           | -           | 43     | 13     | 13     | 17     | 30,23      |             |

## Palmarès

### Competizioni giovanili
- Campionato Primavera: 1

Lecce: 2022-2023
- Coppa Italia Primavera: 1

Torino: 2017-2018
- Supercoppa Primavera: 1

Torino: 2018
- Campionato Nazionale Under-17: 1

Roma: 2014-2015
- Supercoppa Under-17: 1

Roma: 2015